# Threticus petrosus
Threticus petrosus är en tvåvingeart som beskrevs av Jezek 1997. Threticus petrosus ingår i släktet Threticus och familjen fjärilsmyggor. Inga underarter finns listade i Catalogue of Life.